# Igreja de Maria Regina Vallis Augustanae
A Igreja de Maria Regina Vallis Augustanae é uma igreja localizada em Breuil-Cervinia na Itália.

## História
A igreja foi construída em 1955.

## Descrição
O interior abriga dois baixos-relevos de madeira, obras da escola de Beato Angelico em Milão, que retratam Maria e Jesus e São Bernardo, o padroeiro dos montanhistas e moradores das montanhas.
A igreja possui uma estrutura de três naves com uma torre sineira. Flanqueando o portal, estão dois bustos de bronze dedicados a figuras importantes da comunidade local: Don Vietto e Don Sterpone, este último lembrado por seus 40 anos de serviço como pároco de Breuil-Cervinia.